# 딘 스미스 (육상 선수)
피니스 딘 스미스(영어: Finis Dean Smith, 1932년 1월 15일~2023년 6월 24일)는 미국의 육상 선수 출신 배우이다. 1952년 하계 올림픽 400m 계주에서 금메달을 획득했다. 또한 배우이자 스턴트맨으로 많은 영화와 드라마에 출연했다.